# Flodskriktrast
Flodskriktrast (Argya earlei) är en sydasiatisk fågel i familjen fnittertrastar inom ordningen tättingar.

## Utseende
Flodskriktrasten är en rätt stor (24–25 cm) och långstjärtad skriktrast med brunfläckad gulbrun strupe och bröst. Ben och fötter är grå till olivbruna, till skillnad från orientskriktrastens gulaktiga. I flykten syns gråbeige yttre stjärtpennor.

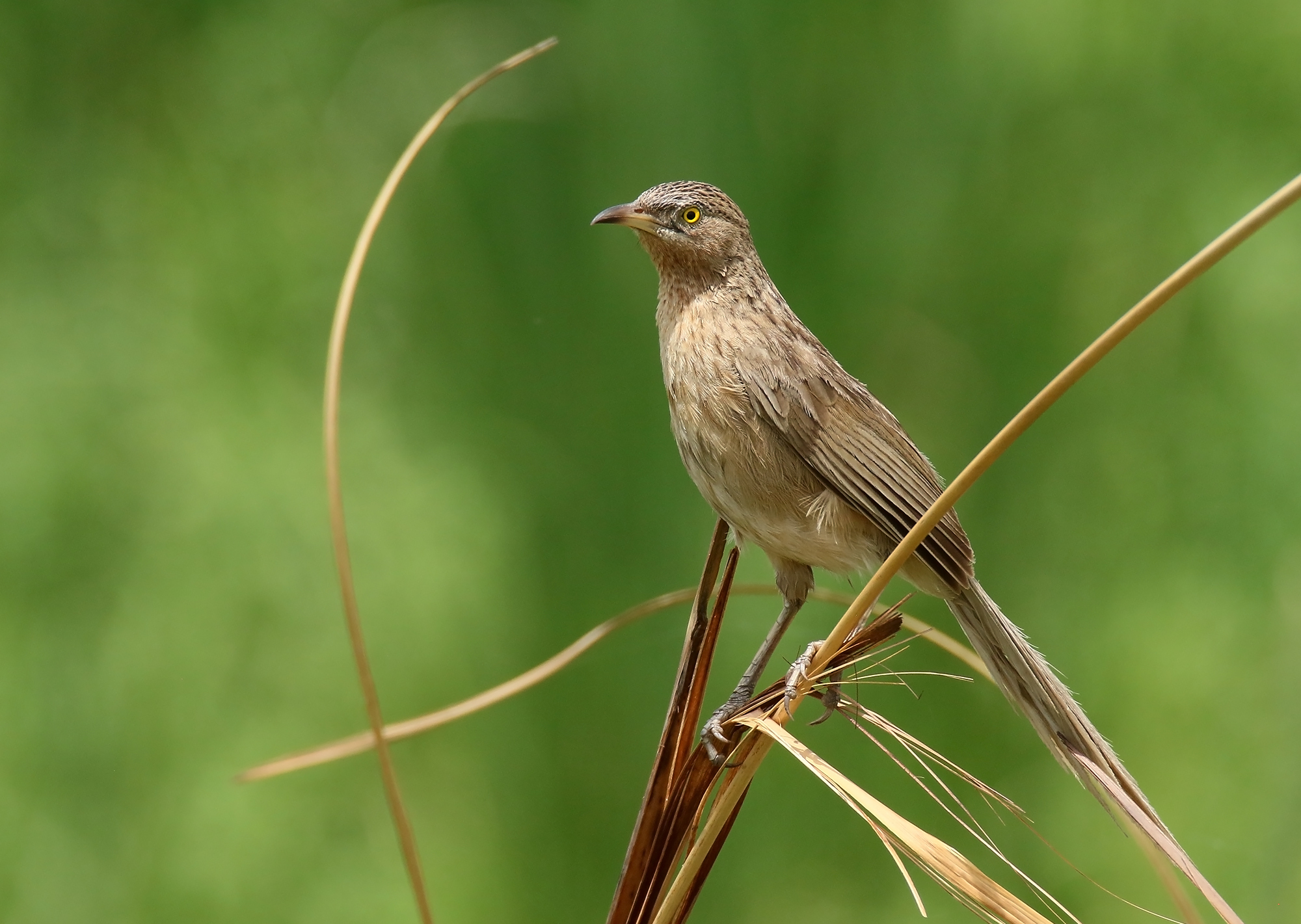

## Läte
Flodskriktrasten är en ljudlig fågel. Det vanligaste lätet är ett vittljudande "pee pee pee" som yttras från ett högt gräs- eller vasstrå.

## Utbredning och systematik
Flodskriktrast delas in i två underarter med följande utbredning:
- Argya earlei sonivia – förekommer i Pakistan och nordvästra Indien
- Argya earlei earlei – förekommer från norra Indien till centrala och södra Myanmar

### Släktestillhörighet
Flodskriktrast placeras traditionellt i släktet Turdoides. DNA-studier visar dock dels att skriktrastarna kan delas in i två grupper som skilde sig åt för hela tio miljoner år sedan, dels att även de afrikanska släktena Phyllanthus och Kupeornis är en del av komplexet. Idag delas därför vanligen Turdoides upp i två släkten, å ena sidan övervägande asiatiska och nordafrikanska arter i släktet Argya, däribland flodskriktrasten, å andra sidan övriga arter, alla förekommande i Afrika söder om Sahara, i Turdoides i begränsad mening men inkluderande Phyllanthus och Kupeornis.

## Levnadssätt
Fågeln påträffas i vassbälten och i högt gräs i fuktiga miljöer. Den födosöker lågt i ljudliga grupper, på jakt efter ryggradslösa djur. Boet placeras nära marken.

## Status och hot
Arten har ett stort utbredningsområde och en stor population, men tros minska i antal till följd av fragmentering och habitatförstörelse, dock inte tillräckligt kraftigt för att den ska betraktas som hotad. Internationella naturvårdsunionen IUCN kategoriserar därför arten som livskraftig (LC). Världspopulationen har inte uppskattats men den beskrivs som ganska vanlig.

## Namn
Fågelns vetenskapliga artnamn hedrar Willis Earle, en engelsk handelsman i Indien.